# ISU Junior Grand Prix w łyżwiarstwie figurowym 2019/2020
ISU Junior Grand Prix w łyżwiarstwie figurowym 2019/2020 – 23. edycja zawodów w łyżwiarstwie figurowym w kategorii juniorów. Zawodnicy podczas tego sezonu wystąpią w ośmiu zawodach tego cyklu rozgrywek. Rywalizacja rozpocznie się 21 sierpnia w Courchevel, a zakończy się finałem cyklu JGP w Turynie w dniach 5–8 grudnia 2019 roku.

## Kalendarium zawodów
| Lp. | Data                  | Miejsce     | Zawody                      | Źr. |
| --- | --------------------- | ----------- | --------------------------- | --- |
| 1   | 21–24 sierpnia 2019   | Courchevel  | JGP we Francji              |     |
| 2   | 28–31 sierpnia 2019   | Lake Placid | JGP w Stanach Zjednoczonych |     |
| 3   | 4–7 września 2019     | Ryga        | JGP na Łotwie               |     |
| 4   | 11–14 września 2019   | Czelabińsk  | JGP w Rosji                 |     |
| 5   | 18–21 września 2019   | Gdańsk      | JGP w Polsce                |     |
| 6   | 25–28 września 2019   | Zagrzeb     | JGP w Chorwacji             |     |
| 7   | 2–5 października 2019 | Egna        | JGP we Włoszech             |     |
| 8   | 5–8 grudnia 2019      | Turyn       | Finał Junior Grand Prix     |     |

## Medaliści

### Soliści
| Zawody            | 1. miejsce      | 2. miejsce      | 3. miejsce      | Źr.   |
| ----------------- | --------------- | --------------- | --------------- | ----- |
| Francja           | Yuma Kagiyama   | Aleksa Rakic    | Andriej Kutowoj | [ 2 ] |
| Stany Zjednoczone | Shun Satō       | Stephen Gogolev | Gleb Łutfullin  | [ 3 ] |
| Łotwa             | Andriej Mozalow | Lee Si-hyeong   | Daniił Samsonow | [ 4 ] |
| Rosja             | Piotr Gumiennik | Artur Danijelan | Ilja Jabłokow   | [ 5 ] |
| Polska            | Daniił Samsonow | Yuma Kagiyama   | Daniel Grassl   | [ 6 ] |
| Chorwacja         | Andriej Mozalow | Artur Danijelan | Shun Satō       | [ 7 ] |
| Włochy            | Daniel Grassl   | Piotr Gumiennik | Iwan Szmuratko  | [ 8 ] |
| Finał JGP         | Shun Satō       | Andriej Mozalow | Daniił Samsonow | [ 9 ] |

### Solistki
| Zawody            | 1. miejsce        | 2. miejsce          | 3. miejsce            | Źr.    |
| ----------------- | ----------------- | ------------------- | --------------------- | ------ |
| Francja           | Kamiła Walijewa   | Wi Seo-yeong        | Majia Chromych        | [ 10 ] |
| Stany Zjednoczone | Alysa Liu         | Park Yeon-jeong     | Anastasija Tarakanowa | [ 11 ] |
| Łotwa             | Lee Hae-in        | Darja Usaczowa      | Rino Matsuike         | [ 12 ] |
| Rosja             | Kamiła Walijewa   | Ksienija Sinicyna   | Wiktorija Wasiljewa   | [ 13 ] |
| Polska            | Alysa Liu         | Wiktorija Wasiljewa | Anastasija Tarakanowa | [ 14 ] |
| Chorwacja         | Lee Hae-in        | Darja Usaczowa      | Anna Frołowa          | [ 15 ] |
| Włochy            | Ksienija Sinicyna | Anna Frołowa        | Alessia Tornaghi      | [ 16 ] |
| Finał JGP         | Kamiła Walijewa   | Alysa Liu           | Darja Usaczowa        | [ 17 ] |

### Pary sportowe
| Zawody            | 1. miejsce                             | 2. miejsce                             | 3. miejsce                            | Źr.                               |
| ----------------- | -------------------------------------- | -------------------------------------- | ------------------------------------- | --------------------------------- |
| Francja           | Konkurencja nie została rozegrana      | Konkurencja nie została rozegrana      | Konkurencja nie została rozegrana     | Konkurencja nie została rozegrana |
| Stany Zjednoczone | Apollinarija Panfiłowa / Dmitrij Ryłow | Ksienija Achantjewa / Walerij Kołesow  | Alina Piepielewa / Roman Pleszkow     | [ 18 ]                            |
| Łotwa             | Konkurencja nie została rozegrana      | Konkurencja nie została rozegrana      | Konkurencja nie została rozegrana     | Konkurencja nie została rozegrana |
| Rosja             | Ksienija Achantjewa / Walerij Kołesow  | Julija Artiemjewa / Michaił Nazaryczew | Diana Muchamietzianowa / Ilja Mironow | [ 19 ]                            |
| Polska            | Apollinarija Panfiłowa / Dmitrij Ryłow | Kate Finster / Balazs Nagy             | Annika Hocke / Robert Kunkel          | [ 20 ]                            |
| Chorwacja         | Julija Artiemjewa / Michaił Nazaryczew | Diana Muchamietzianowa / Ilja Mironow  | Annika Hocke / Robert Kunkel          | [ 21 ]                            |
| Włochy            | Konkurencja nie została rozegrana      | Konkurencja nie została rozegrana      | Konkurencja nie została rozegrana     | Konkurencja nie została rozegrana |
| Finał JGP         | Apollinarija Panfiłowa / Dmitrij Ryłow | Diana Muchamietzianowa / Ilja Mironow  | Ksienija Achantjewa / Walerij Kołesow | [ 22 ]                            |

### Pary taneczne
| Zawody            | 1. miejsce                                     | 2. miejsce                             | 3. miejsce                                    | Źr.    |
| ----------------- | ---------------------------------------------- | -------------------------------------- | --------------------------------------------- | ------ |
| Francja           | Jelizawieta Szanajewa / Diewid Nariżnyj        | Loicia Demougeot / Théo Le Mercier     | Jekatierina Kataszynska / Aleksandr Waśkowicz | [ 23 ] |
| Stany Zjednoczone | Avonley Nguyen / Wadym Kołesnyk                | Diana Davis / Gleb Smołkin             | Natálie Taschlerová / Filip Taschler          | [ 24 ] |
| Łotwa             | Jelizawieta Chudajbierdijewa / Andriej Fiłatow | Marija Kazakowa / Gieorgij Riewija     | Sofja Tiutiunina / Aleksandr Szusticki        | [ 25 ] |
| Rosja             | Jelizawieta Szanajewa / Diewid Nariżnyj        | Diana Davis / Gleb Smołkin             | Nadiia Bashynska / Peter Beaumont             | [ 26 ] |
| Polska            | Avonley Nguyen / Wadym Kołesnyk                | Loïcia Demougeot / Théo Le Mercier     | Jekatierina Kataszynska / Aleksandr Waśkowicz | [ 27 ] |
| Chorwacja         | Marija Kazakowa / Gieorgij Riewija             | Sofja Tiutiunina / Aleksandr Szusticki | Emmy Bronsard / Aissa Bouaraguia              | [ 28 ] |
| Włochy            | Jelizawieta Chudajbierdijewa / Andriej Fiłatow | Natalie D’Alessandro / Bruce Waddell   | Angielina Łazariewa / Maksim Prokofjew        | [ 29 ] |
| Finał JGP         | Marija Kazakowa / Gieorgij Riewija             | Avonley Nguyen / Wadym Kołesnyk        | Jelizawieta Szanajewa / Diewid Nariżnyj       | [ 30 ] |

## Klasyfikacje punktowe
| Miejsce w zawodach | Liczba punktów   | Liczba punktów              |
| Miejsce w zawodach | Soliści Solistki | Pary sportowe Pary taneczne |
| ------------------ | ---------------- | --------------------------- |
| 1.                 | 15               | 15                          |
| 2.                 | 13               | 13                          |
| 3.                 | 11               | 11                          |
| 4.                 | 9                | 9                           |
| 5.                 | 7                | 7                           |
| 6.                 | 5                | 5                           |
| 7.                 | 4                | —                           |
| 8.                 | 3                | —                           |
| 9.                 | 2                | —                           |
| 10.                | 1                | —                           |

| Poz.                                                  | Zawodnik                                              | Punkty                                                |
| Miejsca 1–6: kwalifikacja do Finału Junior Grand Prix | Miejsca 1–6: kwalifikacja do Finału Junior Grand Prix | Miejsca 1–6: kwalifikacja do Finału Junior Grand Prix |
| ----------------------------------------------------- | ----------------------------------------------------- | ----------------------------------------------------- |
| 1                                                     | Andriej Mozalow                                       | 30                                                    |
| 2                                                     | Yuma Kagiyama                                         | 28                                                    |
| 3                                                     | Piotr Gumiennik                                       | 28                                                    |
| 4                                                     | Daniel Grassl                                         | 26                                                    |
| 5                                                     | Daniił Samsonow                                       | 26                                                    |
| 6                                                     | Shun Satō                                             | 26                                                    |
| Miejsca 7–9: rezerwa do Finału Junior Grand Prix      |                                                       |                                                       |
| 7                                                     | Artur Danijelan                                       | 26                                                    |
| 8                                                     | Stephen Gogolev                                       | 20                                                    |
| 9                                                     | Ilja Jabłokow                                         | 20                                                    |

| Poz.                                                  | Zawodniczka                                           | Punkty                                                |
| Miejsca 1–6: kwalifikacja do Finału Junior Grand Prix | Miejsca 1–6: kwalifikacja do Finału Junior Grand Prix | Miejsca 1–6: kwalifikacja do Finału Junior Grand Prix |
| ----------------------------------------------------- | ----------------------------------------------------- | ----------------------------------------------------- |
| 1                                                     | Kamiła Walijewa                                       | 30                                                    |
| 2                                                     | Alysa Liu                                             | 30                                                    |
| 3                                                     | Lee Hae-in                                            | 30                                                    |
| 4                                                     | Ksienija Sinicyna                                     | 28                                                    |
| 5                                                     | Darja Usaczowa                                        | 26                                                    |
| 6                                                     | Wiktorija Wasiljewa                                   | 24                                                    |
| Miejsca 7–9: rezerwa do Finału Junior Grand Prix      |                                                       |                                                       |
| 7                                                     | Anna Frołowa                                          | 24                                                    |
| 8                                                     | Wi Seo-yeong                                          | 22                                                    |
| 9                                                     | Anastasija Tarakanowa                                 | 22                                                    |

| Poz.                                                  | Zawodnicy                                             | Punkty                                                |
| Miejsca 1–6: kwalifikacja do Finału Junior Grand Prix | Miejsca 1–6: kwalifikacja do Finału Junior Grand Prix | Miejsca 1–6: kwalifikacja do Finału Junior Grand Prix |
| ----------------------------------------------------- | ----------------------------------------------------- | ----------------------------------------------------- |
| 1                                                     | Apollinarija Panfiłowa / Dmitrij Ryłow                | 30                                                    |
| 2                                                     | Julija Artiemjewa / Michaił Nazaryczew                | 28                                                    |
| 3                                                     | Ksienija Achantjewa / Walerij Kołesow                 | 28                                                    |
| 4                                                     | Diana Muchamietzianowa / Ilja Mironow                 | 24                                                    |
| 5                                                     | Annika Hocke / Robert Kunkel                          | 22                                                    |
| 6                                                     | Alina Piepielewa / Roman Pleszkow                     | 20                                                    |
| Miejsca 7–9: rezerwa do Finału Junior Grand Prix      |                                                       |                                                       |
| 7                                                     | Kate Finster / Balazs Nagy                            | 18                                                    |
| 8                                                     | Anna Szczegłowa / Ilja Kałasznikow                    | 16                                                    |
| 9                                                     | Wang Huidi / Jia Ziqi                                 | 16                                                    |

| Poz.                                                  | Zawodnicy                                             | Punkty                                                |
| Miejsca 1–6: kwalifikacja do Finału Junior Grand Prix | Miejsca 1–6: kwalifikacja do Finału Junior Grand Prix | Miejsca 1–6: kwalifikacja do Finału Junior Grand Prix |
| ----------------------------------------------------- | ----------------------------------------------------- | ----------------------------------------------------- |
| 1                                                     | Avonley Nguyen / Wadym Kołesnyk                       | 30                                                    |
| 2                                                     | Jelizawieta Szanajewa / Diewid Nariżnyj               | 30                                                    |
| 3                                                     | Jelizawieta Chudajbierdijewa / Andriej Fiłatow        | 30                                                    |
| 4                                                     | Marija Kazakowa / Gieorgij Riewija                    | 28                                                    |
| 5                                                     | Loïcia Demougeot / Théo Le Mercier                    | 26                                                    |
| 6                                                     | Diana Davis / Gleb Smołkin                            | 26                                                    |
| Miejsca 7–9: rezerwa do Finału Junior Grand Prix      |                                                       |                                                       |
| 7                                                     | Sofja Tiutiunina / Aleksandr Szusticki                | 24                                                    |
| 8                                                     | Natalie D’Alessandro / Bruce Waddell                  | 22                                                    |
| 9                                                     | Jekatierina Kataszynska / Aleksandr Waśkowicz         | 22                                                    |